# Stare Łysogórki
Stare Łysogórki [ˈstarɛ wɨsɔˈɡurki] (tiếng Đức: Alt-Lietzegöricke) là một ngôi làng thuộc khu hành chính của Gmina Mieszkowice, thuộc quận Gryfino, West Pomeranian Voivodeship, ở phía tây bắc Ba Lan, gần biên giới Đức. Nó nằm khoảng 14 kilômét (9 mi)   phía tây Mieszkowice, 54 km (34 mi)     phía nam Gryfino và 74 km (46 mi)     phía nam thủ đô khu vực Szczecin.
Sau khi thoát nước của Oderbruch, vào năm 1753, một ngôi làng mới, Neulietzegöricke hiện tại, được thành lập bao gồm các vùng đất ngập nước trước đây được sử dụng bởi những người từ đó là Lietzegöricke, và do đó được đặt tên theo nó. Lietzegöricke sau đó đã thông qua một phần mở rộng tên là Alt -Lietzegöricke, và được đổi tên một lần nữa sau năm 1945. Trước năm 1945, khu vực này là một phần của Brandenburg (Vùng Frankfurt) thuộc Phổ, Đức. Để biết thêm về lịch sử của khu vực, xem Tháng ba mới.
Ngôi làng có dân số 150.

## Cư dân đáng chú ý
- Hermann Nothnagel (1841-1905), bác sĩ